# آواز سمرقند
آواز سمرقند (به تاجیکی: Овози Самарқанд) تنها روزنامه فارسی (تاجیکی) شهر سمرقند است که در ۱ ژانویه سال ۱۹۹۰ در دوران موسوم به پرسترویکا یا اصلاحات شوروی در پی اعتصاب غذای یک هفته‌ای حیات نعمت سمرقندی شاعر سرشناس تاجیک تأسیس شد.
روزنامه، که ابتدا در اندازه A3 با یک رنگ (سیاه) چاپ می‌شد از سال ۲۰۱۰، در اندازه A2 و رنگی و در تعداد زیاد نشر گردید.
تعداد تیراژ این روزنامه از هزار شروع شد و حالا به سه‌هزار رسیده‌است. این روزنامه با روزنامه‌های ازبکی یا روس‌زبان ولایت سمرقند تفاوت زیادی ندارد اما برای تاجیکان سمرقند نقش مهمی دارد و نوعی تریبون تاجیکی است. صحیفه‌های مخصوص «مُغجه»، «مدد سینا»، «بیبی‌خانم»، «جوانی»، «مردم‌گیاه»، «نامه به نام تو نوشتم» در بین مشتریان محبوبیّت خاصی دارد.
بنا بر برخی آمارها بیش از ۹۰ درصد باشندگان سمرقند را تاجیکان تشکیل می‌دهند اما سیاست دولت ازبکستان مهار مردم و مدارس و رسانه‌های تاجیکی در این کشور است و در همین جهت چند سال پیش قدیمی‌ترین روزنامه تاجیکان به نام «بخارای شریف» که در شهر بخارا منتشر می‌شد از انتشار بازماند.